# Papa à la chasse aux lagopèdes
Pour plus de détails, voir Fiche technique et Distribution.
Papa à la chasse aux lagopèdes est un film dramatique québécois réalisé par Robert Morin, sorti en 2008.
Le nom du personnage principal, un fraudeur en fuite dans le nord du Québec, est basé sur Vincent Lacroix, accusé en 2005 d'une fraude de plus de cent millions de dollars aux dépens de plusieurs petits épargnants. Le nom de famille commence par la même lettre, se termine par la même lettre, et a le même nombre de lettres.

## Synopsis
Menacé de prison pour une fraude de cent millions de dollars aux dépens de plusieurs petits épargnants, Vincent Lemieux fuit vers le Grand Nord où l'attend un avion qui le conduira aux Bahamas. Équipé d'une caméra numérique, il enregistre son témoignage à l'intention de ses deux fillettes chéries, à qui il tente, ici de justifier son geste, là de leur expliquer le b.a-ba de la finance. 
Apprenant, une fois rendu à son premier point de chute, que le pilote n'arrivera que le lendemain, Vincent part chasser le lagopède, un oiseau nordique. Mais en voulant récupérer une de ses prises, il glisse dans une pente. Tout en se frayant un chemin dans la neige pour remonter vers la route, le fraudeur poursuit son dialogue avec ses filles, à qui il raconte également les aventures fabuleuses de son alter ego, le «P'tit Sicotte».

## Fiche technique
- Titre : Papa à la chasse aux lagopèdes
- Réalisation : Robert Morin
- Scénario : Robert Morin
- Cinématographie : Robert Morin
- Montage : Michel Giroux
- Direction artistique : André-Line Beauparlant
- Son: Olivier Léger, Louis Collin et Bruno Bélanger
- Productrices : André-Line Beauparlant et Stéphanie Morissette
- Société de production: Coop Vidéo de Montréal
- Origine :  Canada ( Québec)
- Genre : Drame
- Durée : 91 minutes
- Date de sortie en salles :  Canada ( Québec) : 21 novembre 2008

## Distribution
- François Papineau : Vincent Lemieux
- Sylvie Moreau : Lectrice de nouvelles
- Georges Aubin : Vendeur de caméra
- Ben Gibson : Jim l'Indien
- Alfred Adderly : Gardien de prison de luxe
- André-Line Beauparlant